# Семиостровная школа живописи
Семиостровная школа живописи (греч. Επτανησιακή Σχολή ζωγραφικής, известная также как Школа Ионических островов) — греческая школа изобразительного искусства, существовавшая в середины XVII века до середины XIX века. Стала наследницей Критской школы в роли ведущей художественной школы греческого пост-византийского мира, после того как Крит пал в руки осман в 1669 году.
Школа получила развитие на Ионических островах, в период с середины XVII века до середины XIX века, то есть с периода когда все остальные греческие земли, за исключением небольших анклавов, были уже под османским контролем, до периода Освободительной войны Греции, возрождения греческого государства в южных греческих областях и воссоединения Ионических островов с Греческим королевством в 1864 году.
Как и Критская школа, Семиостровная школа сочетала византийские традиции с всё более возрастающим западно-европейским художественным влиянием. Школа отмечена первыми значительными работами не религиозной, светской, тематики

## История образования Школы

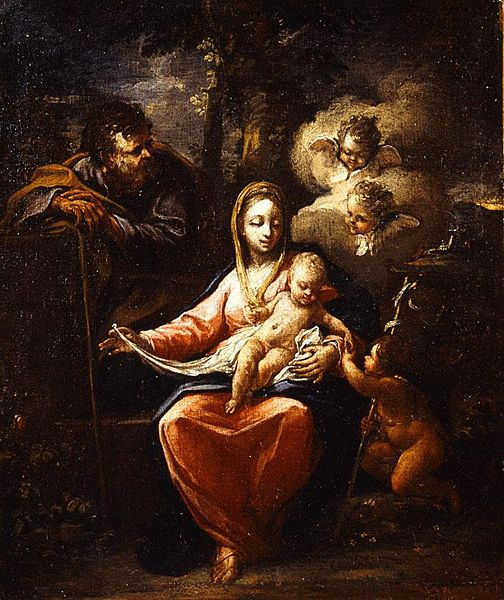
Художник Доксарас, Панайотис: Святое семейство.

После Падения Константинополя в 1453 году, византийская художественная традиция продолжилась на греческих землях, остававшихся вне контроля осман, в особенности на находившемся под венецианским контролем Крите.
Крит стал главным центром греческой иконописи и живописи. Образовавшаяся здесь художественная школа получила имя Критская школа.
Иконописцем Критской школы был в начале своей художественной деятельности Доменикос Теотокопулос (1541—1614), получивший византийское и венецианское художественное образование и ставший впоследствии известным испанским живописцем, под именем Эль Греко.
Через два столетия после падения Константинополя и после долголетней осады и взятия османами в 1669 году критского Ираклиона, многие греческие художники нашли убежище на контролируемых венецианцами Ионических островах.
Основными представителями, слившихся в одну, Семиостровной и Критской школ были Михаил Дамаскин, братья Димитриос и Георгиос Мосхос, братья Манолис Дзанес и Дзанес, Константинос и Цангаролас, Стефанос
Ионические острова или Эптанисос (греч. Επτάνησος — Семиостровье) с 17-го по 19-й век были последовательно под венецианским, французским российским, снова французским а затем английским контролем. Однако при этом, и по сравнению с греческими землями находившимся под османским контролем, греческому населению Семиостровья была предоставлена относительная свобода. Географическая близость и культурные связи с соседней Италией были одной из причин приведших к появлению первого современного художественного течения в греческих землях. Другой причиной регионального расцвета искусств была миграция художников с Крита и других островов Эгейского моря во второй половине 17-го века, а также с юга континентальной Греции после турецко-венецианской войны 1714—1715 годов, в результате которой Пелопоннес перешёл под османский контроль. Именно воин и художник Панайотис Доксарас (1662—1729), родом из пелопоннеской Мани, признан сегодня искусствоведами как основатель Семиостровной школы греческой живописи.

## Расцвет Семиостровной школы
Искусство Семиостровья к концу XVII века обратилось к западным стилям с постепенным отказом от жёстких византийских ограничений и техники. Художники всё чаще находились под влиянием итальянского Барокко и фламандских живописцев, нежели своего византийского наследия. Картины начали приобретать трёхмерную перспективу и композиции стали более свободными, используя западный реализм и отходя от традиционных изображений воплощающих византийскую духовность.
Эти изменения отразились на использовании техники масляной живописи на холсте, которая заменила византийскую технику яичной темперы на доске.
В результате экономического развития и связей с Венецией и западной Европой, на островах образовался свой класс буржуазии. Тематика художников стала включать светские портреты буржуазии, которые стали более частыми нежели религиозные сцены.
Портреты буржуазии носили символический характер, в них подчёркивались класс, профессия и положение личности в обществе. Однако часто эти работы носили также психологический характер. Зрелая фаза Школы Ионических островов отображает развитие общества, а также изменения происшедшие в изобразительном искусстве. Портреты стали терять свой символический характер. На смену первоначальным жёстким позам, позже пришли более свободные (Калливокас, Дионисиос, Йатрас, Константинос, Авлихос, Георгиос). Другой тематикой Школы Ионических островов стали жанровые сцены, пейзажи и натюрморты.

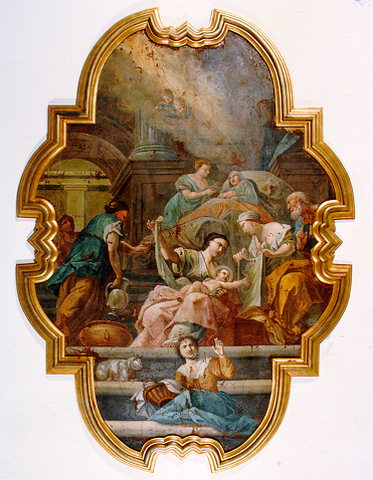
Художник Доксарас, Николаос: Рождество Пресвятой Богородицы.

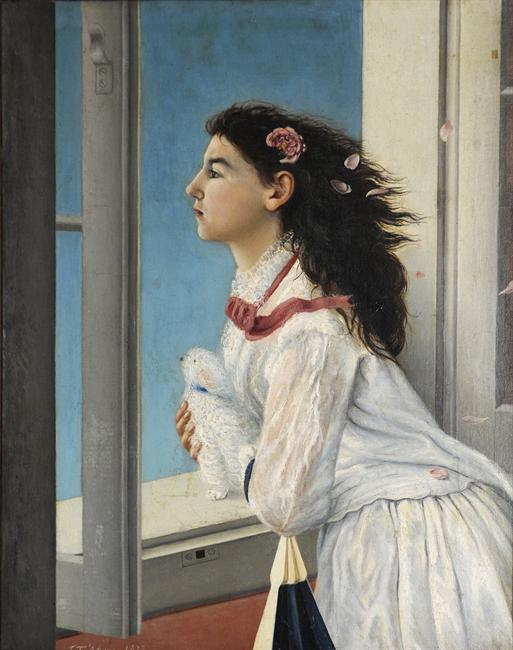
Художник Авлихос, Георгиос: Девушка у окна (1877).

Первые примеры нового, западного, влияния можно увидеть на росписях потолков церквей, известных под именем урания.
Пионером этих перемен был Доксарас, Панайотис (1662—1729), родом из пелопоннеской Мани, который учился византийской иконописи у критянина Лео Мосхоса. Позже Доксарас отправился учиться живописи в Венецию и оставил Византийскую иконографию, чтобы посвятить себя западному искусству. Имея в качестве образца работы Паоло Веронезе он расписал позже потолки церкви Святого Спиридона на острове Керкира.
В 1726 году он написал свой знаменитый, сколь и спорный и поныне обсуждаемый, трактат О живописи (Περί ζωγραφίας), в которой он обратился к необходимости для греческого искусства отойти от искусства Византии и повернуть к западно-европейскому искусству.
Его трактат и сегодня является предметом больших дискуссий в Греции.
Николаос Доксарас (1700/1706-1775), сын Панайтиса Доксараса, продолжил художественное наследие своего отца. В 1753—1754 годах он расписал потолки церкви Фанеромени на острове Закинф, которая к сожалению была разрушена во время землетрясения 1953 года. Сохранилась только часть росписи, которая выставлена сегодня в музее острова. Современниками Доксараса были художник с острова Закинф Иеронимос Стратис Плакотос и художник с острова Керкира Пазиетис, Стефанос.
Учеником Николаоса Доксараса был художник с острова Лефкас Спиридон Вентурас (1761—1835). Священники и художники с острова Закинф Кутузис, Николаос (1741—1813) и его ученик Кантунис, Николаос (1767—1834) продолжили писать согласно западно-европейским образцам и были особенно известны своими реалистическими портретами, которые подчёркивали эмоциональную окраску персоны. Калливокас, Дионисиос (1806—1887) и Цокос, Дионисиос (1820—1862) считаются вероятно последними художниками Семиостровной школы живописи.

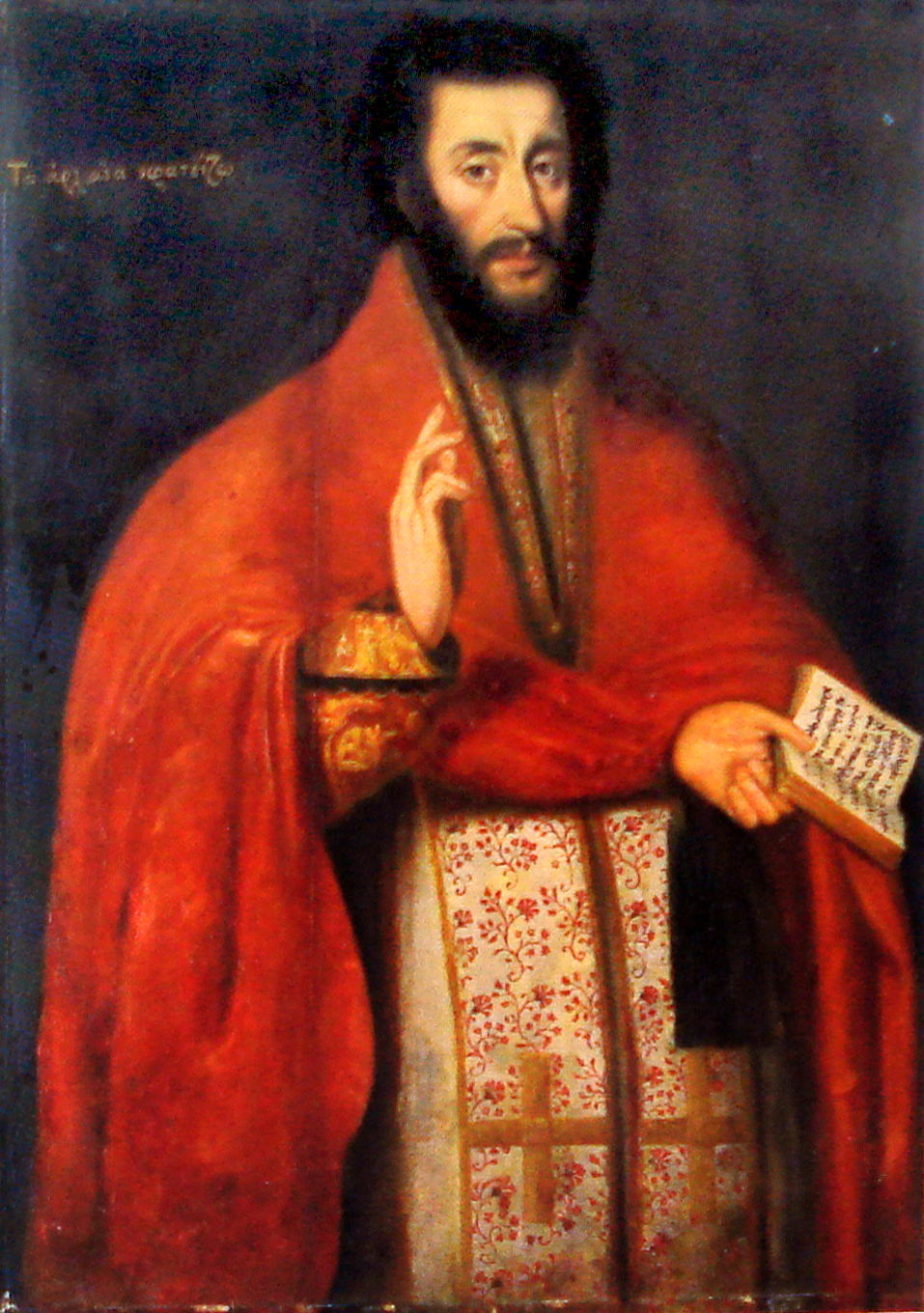
Художник Кантунис, Николаос: Греческий священник.

Скульптор и художник Просалентис, Павлос является первым неоклассическим скульптором современной Греции.
Иоаннис Калосгурос, скульптор, архитектор и художник является автором мраморного бюста графини Элени Мочениго, портрета Николаоса Мандзароса и портрета Иоанна Романоса. Хронис, Иоаннис был ещё одним примером преобладающей неоклассической архитектурной тенденции.
Некоторыми из наиболее важных его работ являются Дом Каподистри, Ионический банк, бывший Парламент Ионических островов, церкви Святой Софии и Всех Святых и маленькая церковь Мандракина.
Веяс, Дионисиос который родился на острове Кефалиния в 1810 году, считается одним из первых художников, который стал практиковать искусство гравюры на греческих землях.

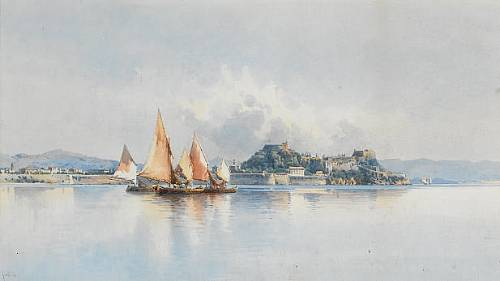
Художник Ангелос Яллинас: Керкира

Хараламбос Пахис основал в 1870 году частную Школу живописи на острове Керкира и считается наиболее значительным пейзажистом Семиостровной школы вместе с Ангелосом Яллинасом, который специализировался на акварелях. Другим известным художником был Самардзис, Георгиос художественная деятельность которого практически ограничивается портретами. Скарвелис, Спиридон более всего известен своими акварелями и Завицианос, Маркос преуспел в портретной живописи и считается выдающимся мастером в изобразительном искусстве Греции.

## Конец периода Семиостровной школы живописи
Поздние семиостровные художники такие как Ксидиас, Николаос (1826/1828-1909), Просалентис, Спиридон (1830—1895), Пахис, Хараламбос (1844—1891), и многие другие дистанцировались от традиций Семиостровной школы и были подвержены влиянию более современных западно-европейских художественных течений.
Освобождение юга Греции от осман и воссоздание греческого государства переместили греческий культурный центр с Ионических островов в Афины.
Особенно важным в этих переменах стало создание в 1837 году Афинского политехнического университета который был предшественником Афинской школы изящных искусств
В новую Школу были приглашены преподавать итальянец Raffaello Ceccoli, француз Pierre Bonirote, немец Ludwig Thiersch и натурализовавшийся в Греции итальянец Ланцас, Викентиос и его сын Стефанос. Среди первых студентов Школы был известный греческий художник Вризакис, Теодорос.
В силу возведения на трон возрождённого греческого государства баварца Оттона, Греческое королевство приобрело особые связи с Баварией.
В изобразительном искусстве страны стала доминировать Мюнхенская школа греческой живописи.

## Галерея

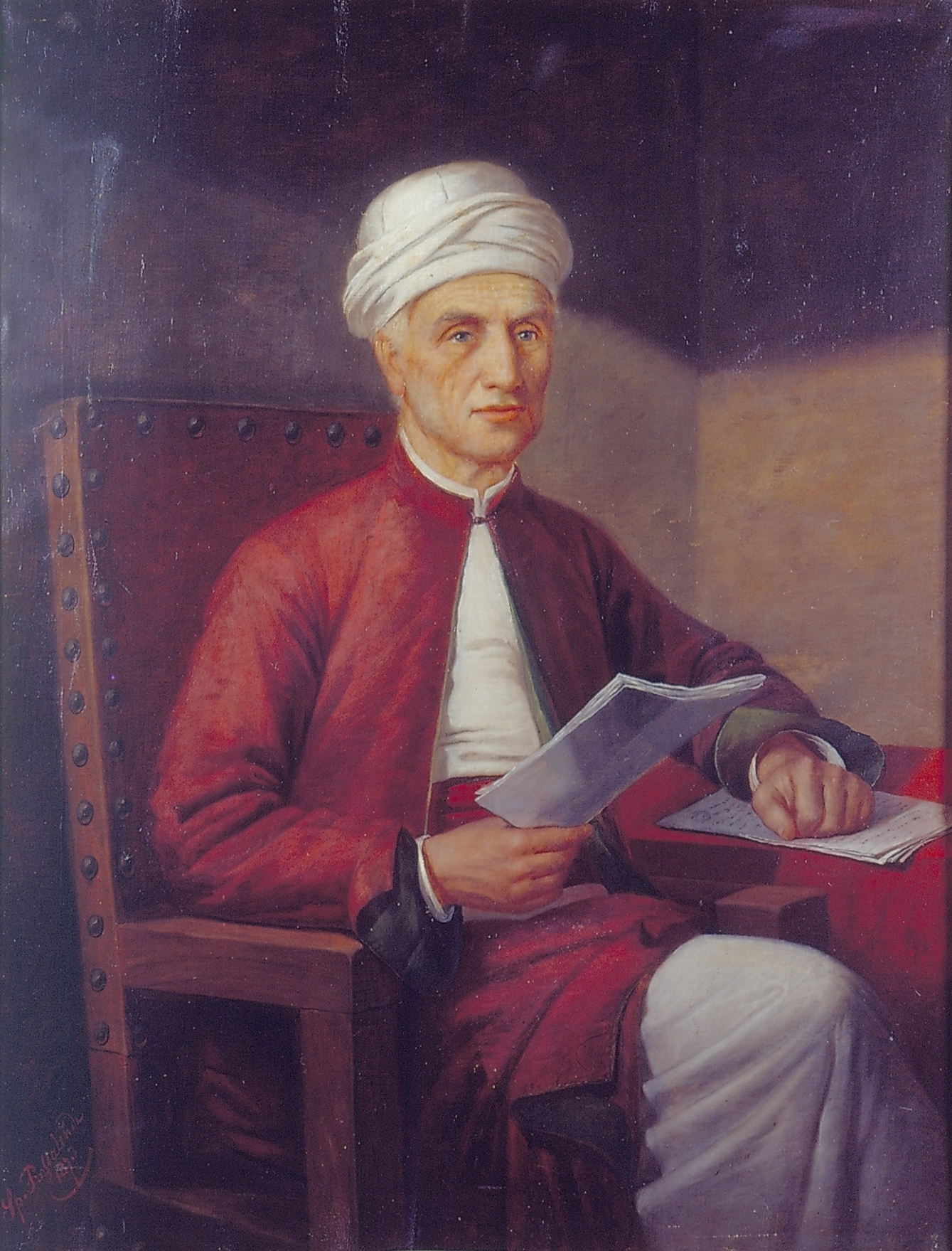
Художник Просалентис, Спиридон: Индолог Галанос, Димитриос.
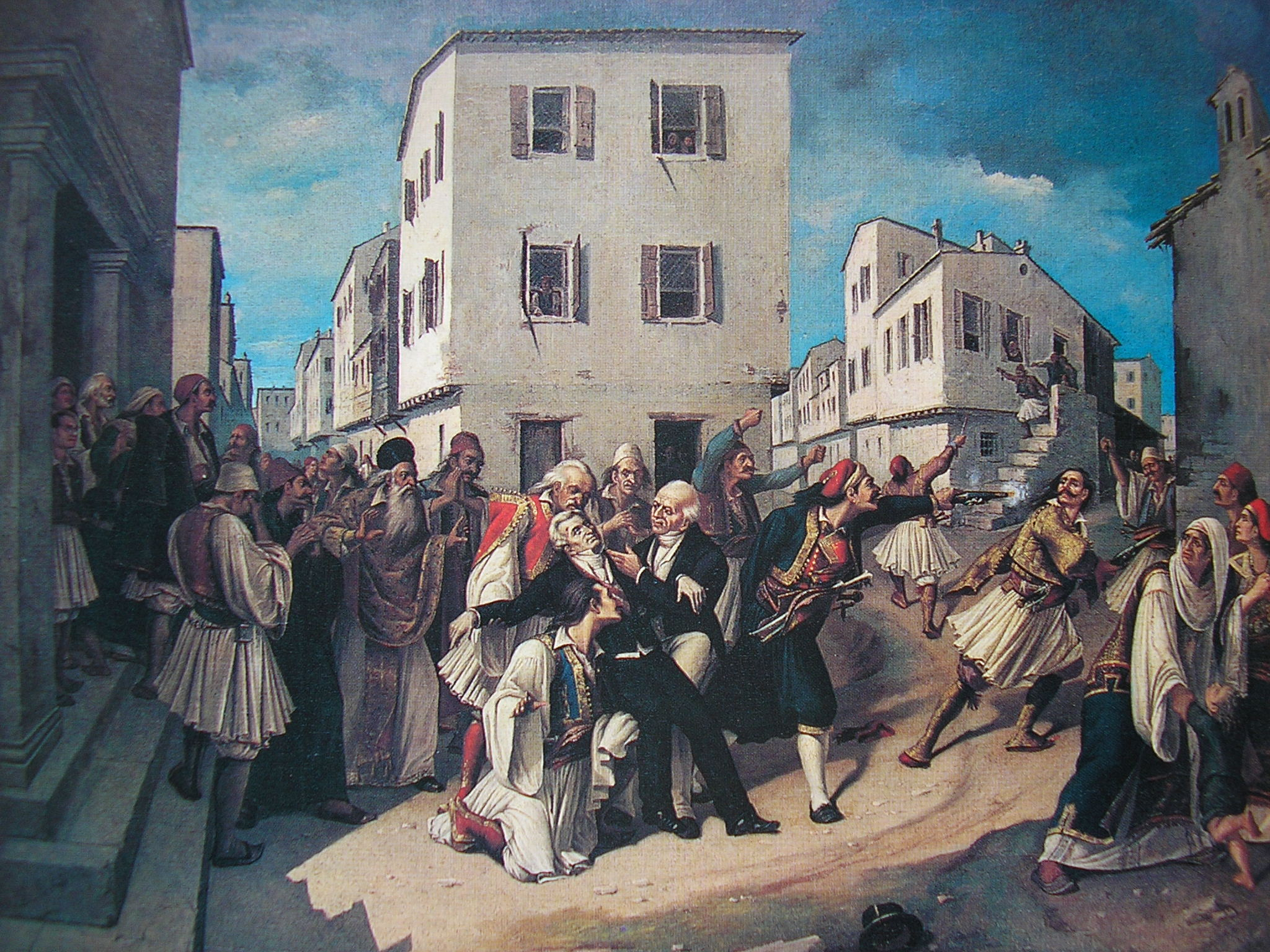
Художник Пахис, Хараламбос: Убийство Иоанна Каподистрии
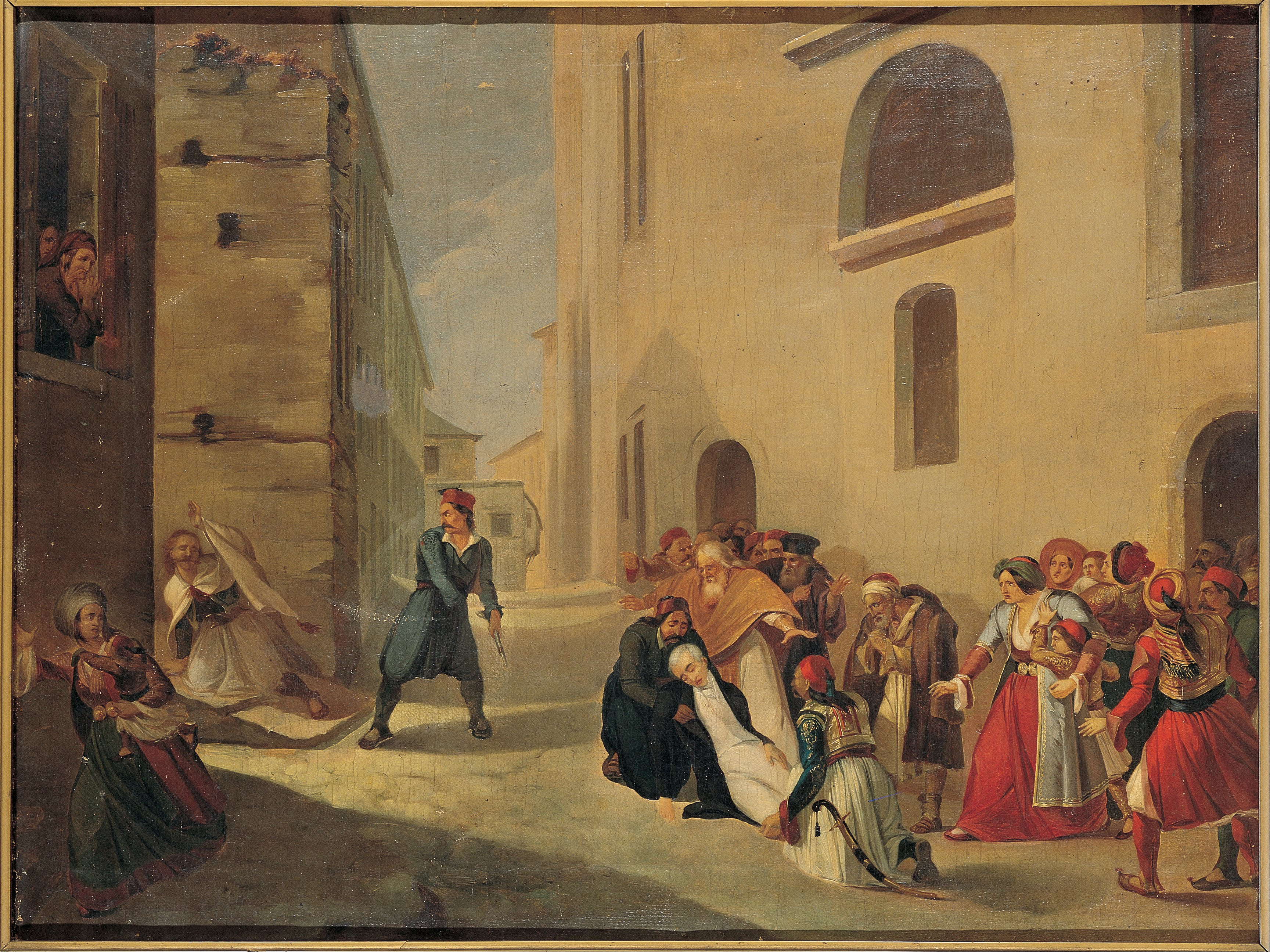
Художник Цокос, Дионисиос: Убийство Иоанна Каподистрии
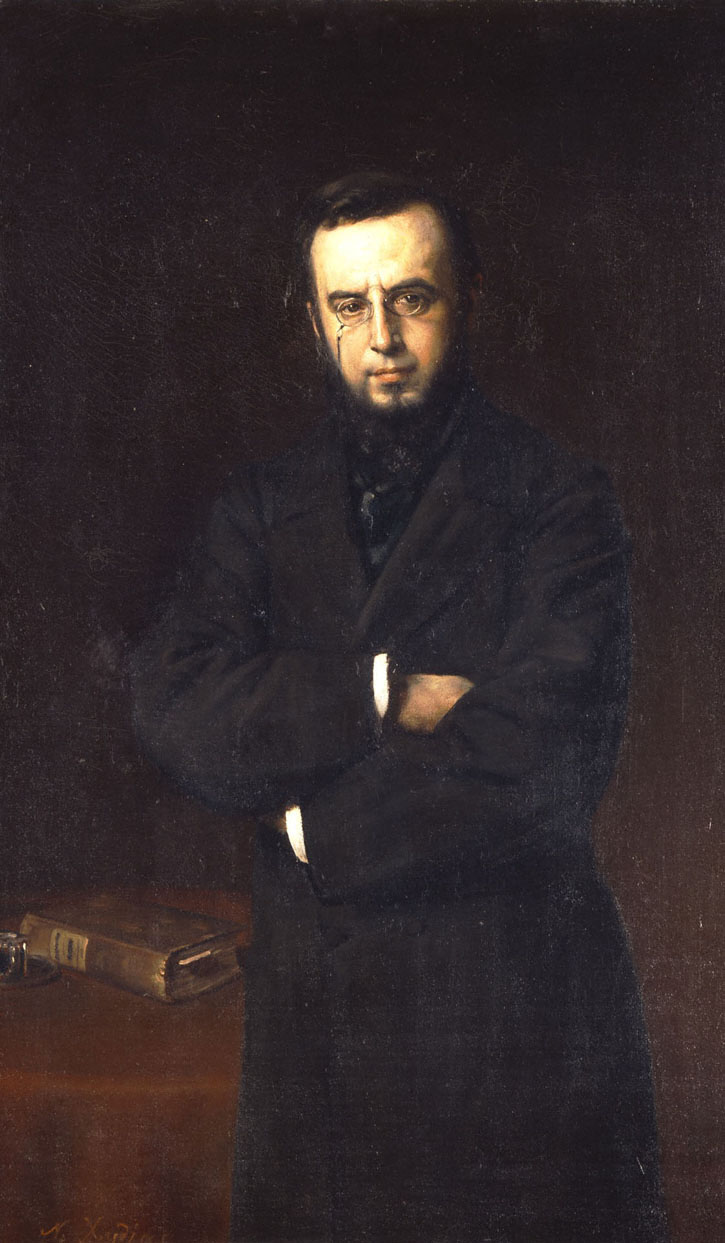
Художник Ксидиас, Николаос: Викелас, Деметриус
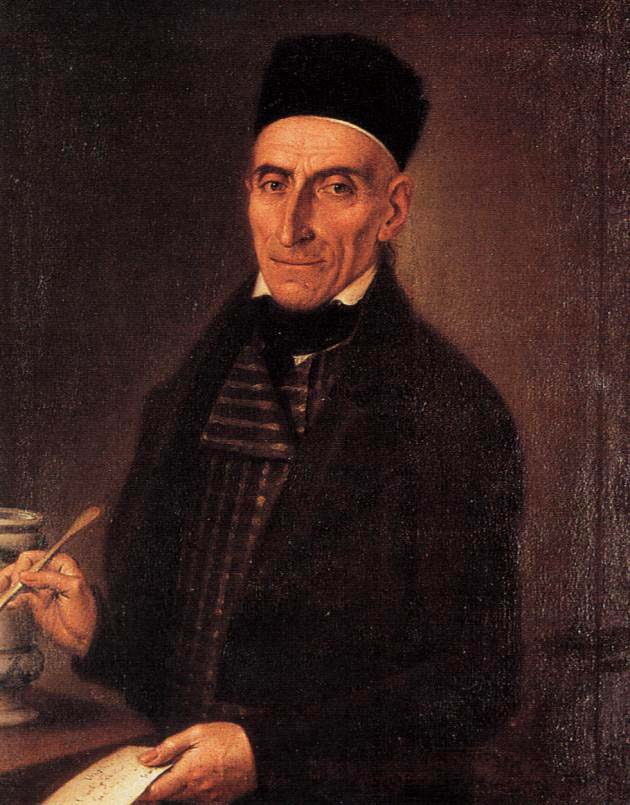
Художник Кантунис, Николаос: Аптекарь Никопулос
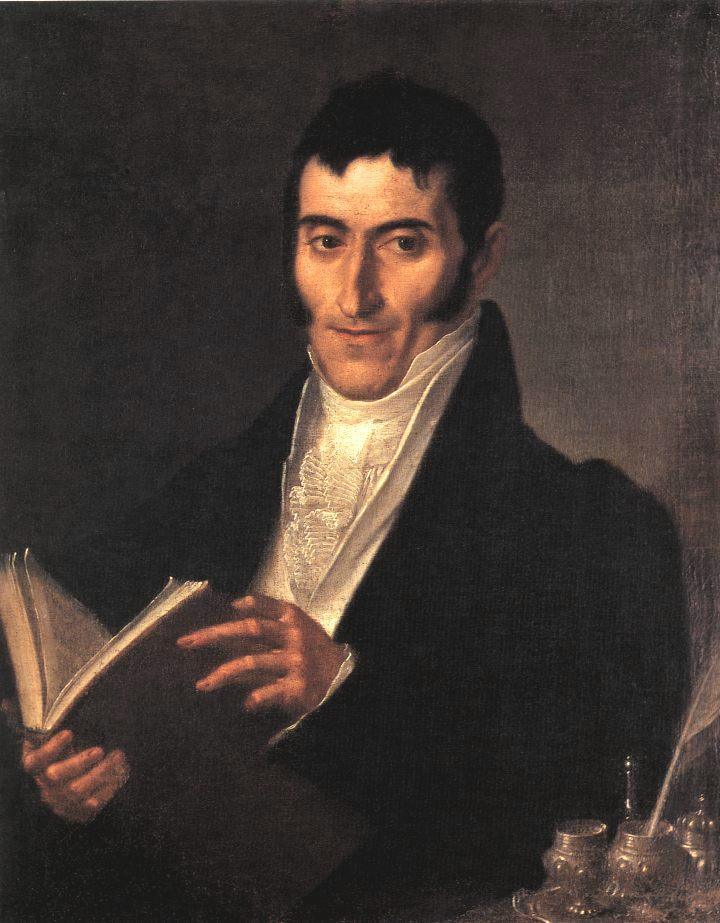
Художник Кутузис, Николаос: Портрет эрудита
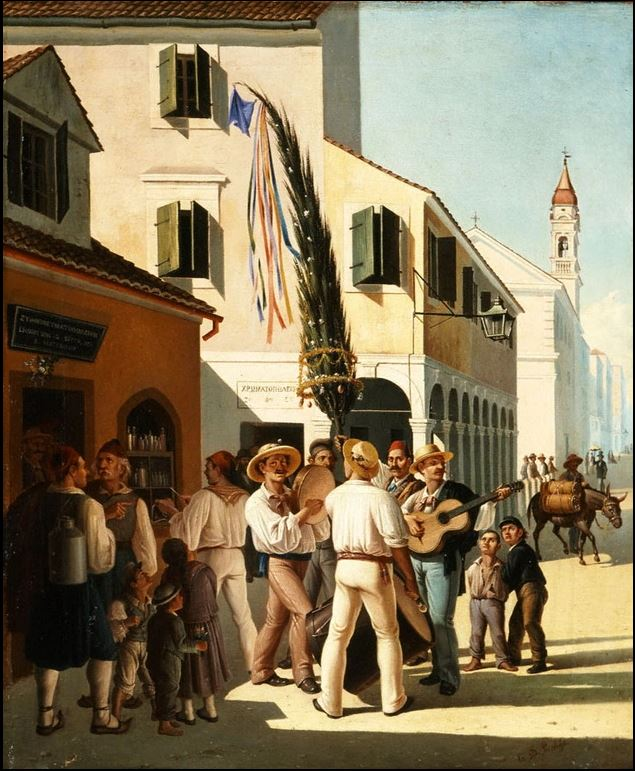
Художник Пахис, Хараламбос: Карнавал на Керкире
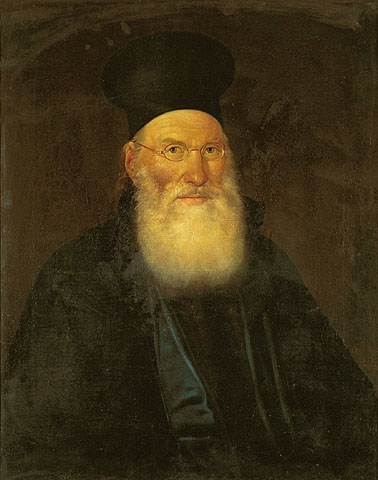
Художник Цокос, Дионисиос: Фармакидис, Феоклит
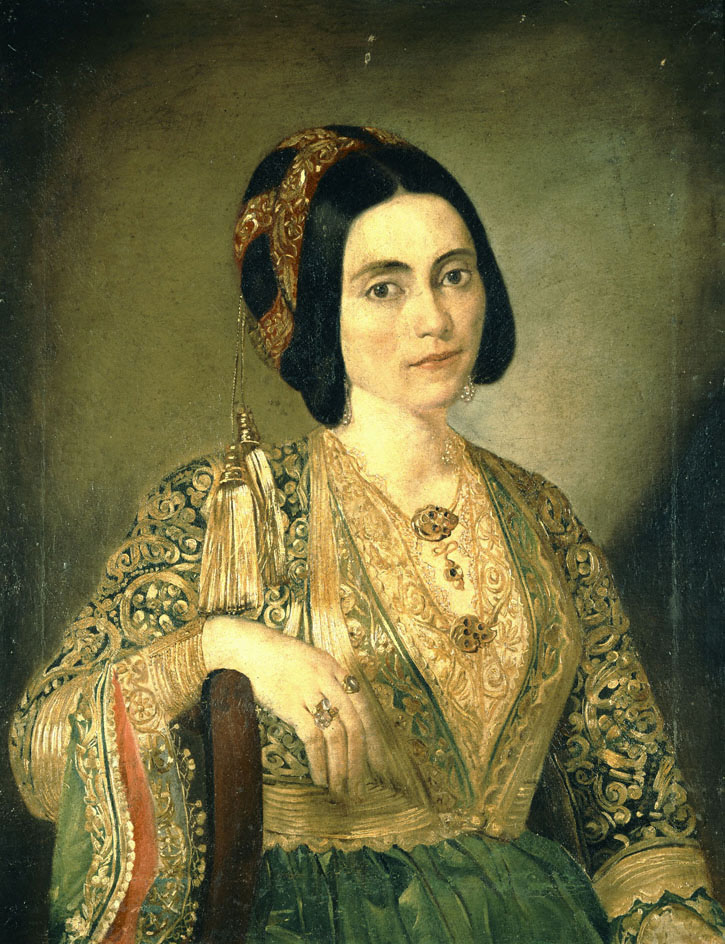
Художник Цокос, Дионисиос: Дама